# اسبيدداربن (مقاطعة فومن)
اسبيدداربن (بالفارسية: اسپیدداربن) هي قرية تقع في غيلان في إيران. يقدر عدد سكانها بـ 12 نسمة .